# Рас-Гаріб
Рас-Гаріб (араб. رأس غارب) — місто в губернаторстві Червоне Море, Єгипет. Знаходиться приблизно за 140 км на північ від Хургади, столиці цього губернаторства. Друге за величиною місто губернаторства, населення близько 100 000 чол [оцінка, 2012], включаючи персонал нафтового сектора, що працює тут вахтовим методом. Нафтова столиця Єгипту, в регіоні навколо Рас-Гаріба видобувається до 70% всієї єгипетської нафти.
Назва міста походить від значимої вершини Гебель Гаріб (1670 м), розташованої за 30 км на північний захід від міста.

## Історія
Територія сучасного Рас-Гаріба заселена багато століть тому, через це в його околицях розташовані археологічні пам'ятники. Існування сучасного міста зобов'язане відкриттю англійськими гірськими інженерами, які працювали на Shell, Нафтового Поля Хургади в 1911 році. У 1938 році в Рас-Гарібі були пробурені перші нафтові свердловини. Місто швидко росло під час і після II Світової війни та було в той час столицею губернаторства Червоне Море (зараз поступилося цим званням Хургаді).

## Сучасність
Більшість нафтового бізнесу в Рас-Гарібі належить Egyptian General Petroleum Corporation, доньці Shell.
Для потреб нафтовиків був побудований сучасний вантажний морський порт. Видобуток нафти ведеться також з декількох морських шельфових платформ, розташованих в морі біля Рас-Гаріба за 1-3 км від берега (загальна ширина Суецької затоки біля Рас-Гаріба становить близько 25 км). Нафтова компанія також побудувала тут власний аеродром з довжиною асфальтобетонної смуги 2000 метрів, але він не використовується для сторонніх потреб.
За оцінками влади число працевлаштованих в нафтовому секторі промисловості у регіоні Рас-Гаріба становить 60 тис. чол. (2012)  [Архівовано 6 лютого 2015 у Wayback Machine.].
Туристична галузь практично не розвинена в Рас-Гарібі: у місті всього кілька готелів для єгиптян, які є можливим оцінити в одну «зірку». Вони розташовані в центрі міста і не мають власних пляжів, тому придатні тільки для короткої зупинки іноземного мандрівника.

## Пам'ятки
- Монастир святого Павла Фівейського, 90 км на північ від Рас-Гаріба.
- Монастир Святого Антонія, 100 км на північ від Рас-Гаріба.